# 뉴올리언스 (음악가)
뉴올(Nuol) 또는 뉴올리언스(NuoliuNce) (본명: 최성범, 1982년 3월 24일 ~ )는 대한민국의 음악 프로듀서이다. 뉴올(Nuol)이라는 애칭으로도 활동한다.
주로 힙합 가수들과의 교류가 잦고, 재즈, 레게 등의 다양한 음악 장르의 프로듀싱도 하고 있다. 2006년에는 쿤타와 함께 쿤타 앤 뉴올리언스라는 프로젝트 그룹을 만들어 2007년까지 두 개의 음반을 내고 활동하였고, 2007년 제4회 한국대중음악상 최우수 힙합 싱글부문상을 수상하였다. 2009년 1월 5일에는 수많은 래퍼 및 음악가들이 참여한 솔로 음반인 The Mission을 발매하였고, 2010년에는 래퍼 마이노스와 함께 마이노스 인 뉴올이라는 프로젝트 그룹을 다시 결성하고 활동하고 있다. 2010년 9월에는 힙합플레이야 9월의 아티스트로 선정되며, 정규 2집 The Mission 2를 발표하였다.
한편, 그는 한국 콘서바토리에서 운영하는 음악 교육원 FnC 아카데미에서 랩/보컬 교수진에 합류하여 학생들을 가르치고 있다.